# Анспах, Жюль

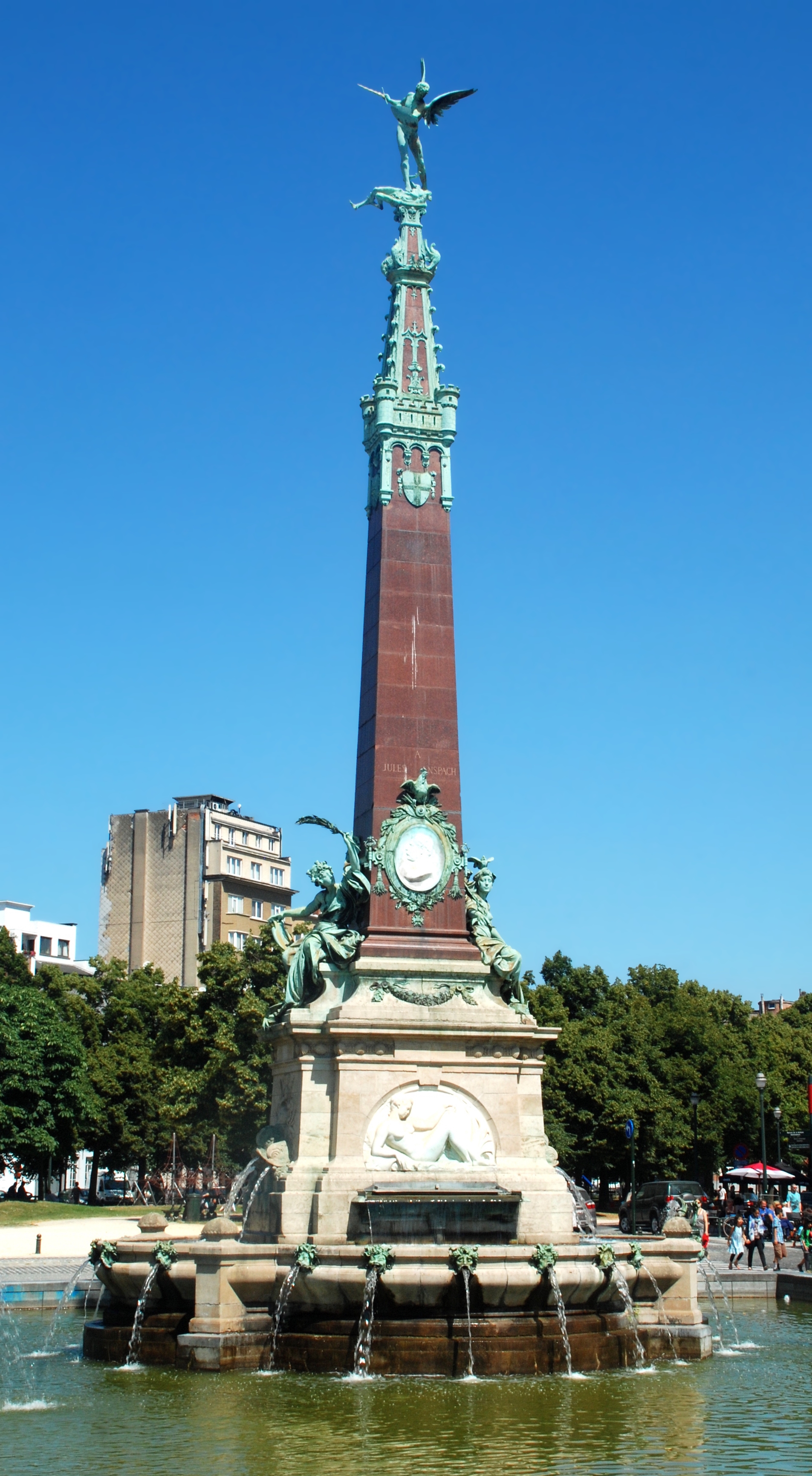
Фонтан Анспаха

Барон Жюль Виктор Анспах (фр. Jules Anspach; 20 июля 1829, Брюссель — 19 мая 1879, Эттербек) — бельгийский политик, государственный деятель, Бургомистр Брюсселя (1863—1879), юрист, доктор права.
Изучал право в Брюссельских университетах. Избирался депутатом Палаты представителей Бельгии.
Наиболее известен ремонтно-строительными работами, связанными с перекрытием реки Сенна (1867—1871).

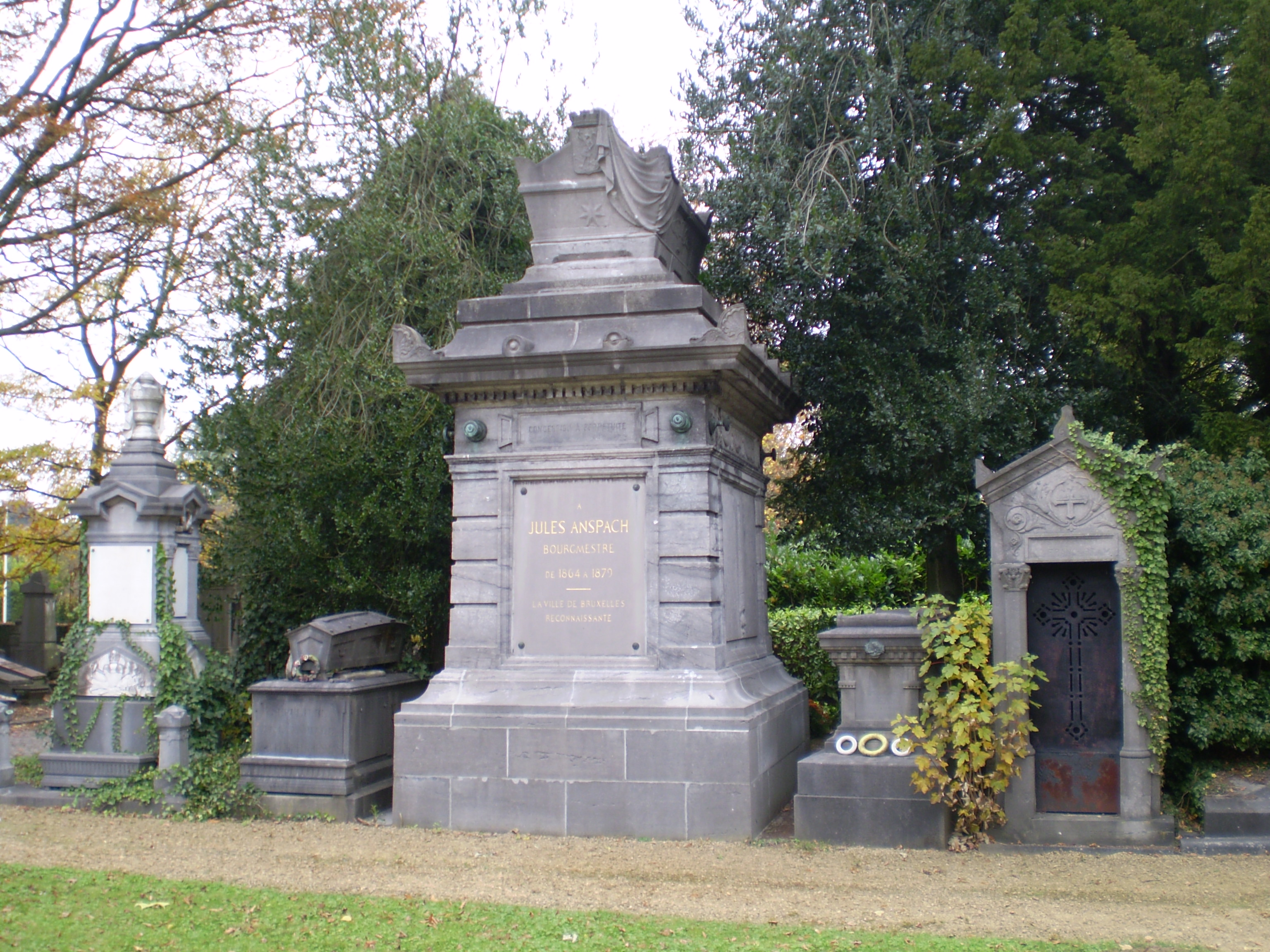
Могила Анспаха в Брюсселе